# Flagflöjt
Flagflöjt (tyska: Flachflöte) är en orgelstämma inom koniska stämmor och är vanligen 8´, 4´ eller 2´. Den tillhör kategorin labialstämmor. Flagflöjten är bredare labierad än spetsflöjten, men liknar den stämman.